# My Classics!
『my Classics!』（マイ・クラシックス）は、2009年9月2日にリリースされた平原綾香の7枚目のアルバム。

## 概要
- 「Path of Independence」以来、約9ヶ月ぶりとなるアルバム。
- キャッチコピーは「平原綾香がクラシックに恋をした」。「月と太陽」をテーマにして[1]、収録曲すべてがクラシック曲のメロディをフィーチャーした。
- 過去にリリースされた、クラシック曲をモチーフに作られた曲「Jupiter」「シチリアーナ」「ノクターン」「カンパニュラの恋」も収録された。
- ライブDVD「Concert Tour 2009 PATH of INDEPENDENCE at JCB HALL」と同時発売。

## 収録曲
- 全曲作詞：平原綾香 (特記以外)

1. pavane 〜亡き王女のためのパヴァーヌ
作曲：モーリス・ラヴェル / 編曲：eji
原曲：モーリス・ラヴェル「亡き王女のためのパヴァーヌ」
2. ミオ・アモーレ
作曲：サルヴァトーレ・カルディッロ、ジャコモ・プッチーニ / 編曲：坂本昌之

1. 原曲：サルヴァトーレ・カルディッロ「カタリ・カタリ」、ジャコモ・プッチーニ「トゥーランドット『誰も寝てはならぬ』」
20thシングル
TBS系ドラマ『オルトロスの犬』挿入歌
TBS系『ひるおび!』2009年9月度エンディングテーマ
2. カンパニュラの恋
作曲：フレデリック・ショパン、椎名邦仁 / 編曲：椎名邦仁
原曲：フレデリック・ショパン「夜想曲第20番・遺作」
17thシングル
フジテレビ系ドラマ『風のガーデン』劇中歌
3. ロミオとジュリエット
作曲：セルゲイ・プロコフィエフ / 編曲：坂本昌之
原曲：セルゲイ・プロコフィエフ「ロメオとジュリエット
『モンターギュー家とキャピュレット家』」
4. シェヘラザード
作曲：ニコライ・リムスキー＝コルサコフ / 編曲：渡辺俊幸
原曲：ニコライ・リムスキー＝コルサコフ「シェヘラザード『若い王子と王女』」
5. Moldau
作曲：ベドルジハ・スメタナ / 編曲：坂本昌之
原曲：ベドルジハ・スメタナ「わが祖国『モルダウ』」
20thシングルのカップリング
6. 仮面舞踏会
作曲：アラム・ハチャトゥリアン / 編曲：坂本昌之
原曲：アラム・ハチャトゥリアン「仮面舞踏会『ワルツ』」
7. AVE MARIA
作曲：ジュリオ・カッチーニ / 編曲：坂本昌之
原曲：ジュリオ・カッチーニ「アヴェ・マリア」
19thシングルのカップリング
8. 新世界
作曲：アントニン・ドヴォルザーク / 編曲：坂本昌之
原曲：アントニン・ドヴォルザーク「新世界より『第2楽章』」
19thシングル
TBS系『夢の扉 〜NEXT DOOR〜』テーマソング
9. シチリアーナ
作曲：オットリーノ・レスピーギ / 編曲：沢田完
原曲：オットリーノ・レスピーギ「シチリアーナ」
5thアルバム『そら』収録曲
TBS系『輪違屋糸里 〜女たちの新選組〜』エンディングテーマ
10. ノクターン
作詞：史香 / 作曲：フレデリック・ショパン、椎名邦仁 / 編曲：椎名邦仁
原曲：フレデリック・ショパン「夜想曲第20番・遺作」
17thシングル
フジテレビ系ドラマ『風のガーデン』主題歌
11. Jupiter
作詞：吉元由美 / 作曲：グスターヴ・ホルスト / 編曲：坂本昌之
原曲：グスターヴ・ホルスト「惑星『木星』」
1stシングル